# Géants et dragons processionnels de Belgique et de France
Les Géants et dragons processionnels de Belgique et de France sont un ensemble de manifestations folkloriques qui ont été inscrites par l'UNESCO en novembre 2005 sur la liste du patrimoine culturel immatériel de l'humanité, après que cette pratique festive et rituelle a été inscrite à l'Inventaire du patrimoine culturel immatériel en France.

## Présentation
Pour la France, ce sont les fêtes à Douai (fêtes de Gayant) et Cassel (carnaval) et les animaux totémiques et leurs fêtes à Tarascon (fête de la Tarasque) et Pézenas (mardi gras, inauguration de la Mirondela dels Arts le premier dimanche de juillet).
Pour la Belgique, ce sont les fêtes à Termonde (Ommegang de Termonde), Malines (Ommegang de Malines), Mons (la ducasse et le combat dit « le Lumeçon ») et Bruxelles (le Meyboom). Il y avait également la ducasse d'Ath jusqu'en décembre 2022 mais celle-ci a été retirée de la liste en raison des controverses autour du personnage du "sauvage".
À travers ces fêtes et leurs géants, ce sont l'ensemble des manifestations gigantesques propres à chaque pays qui sont concernées.
Cette proclamation permet une valorisation de ces fêtes populaires et leur sauvegarde.
Le géant processionnel est une figure gigantesque qui représente un être fictif ou réel. Hérité de rites médiévaux, la tradition veut qu’il soit porté, et qu’il danse dans les rues lors de processions ou de fêtes. Sa physionomie et sa taille sont variables, et son appellation varie selon les régions ; chez les Flamands, il est connu sous le nom de Reuze, chez les Picards, il est appelé Gayant.

## Belgique

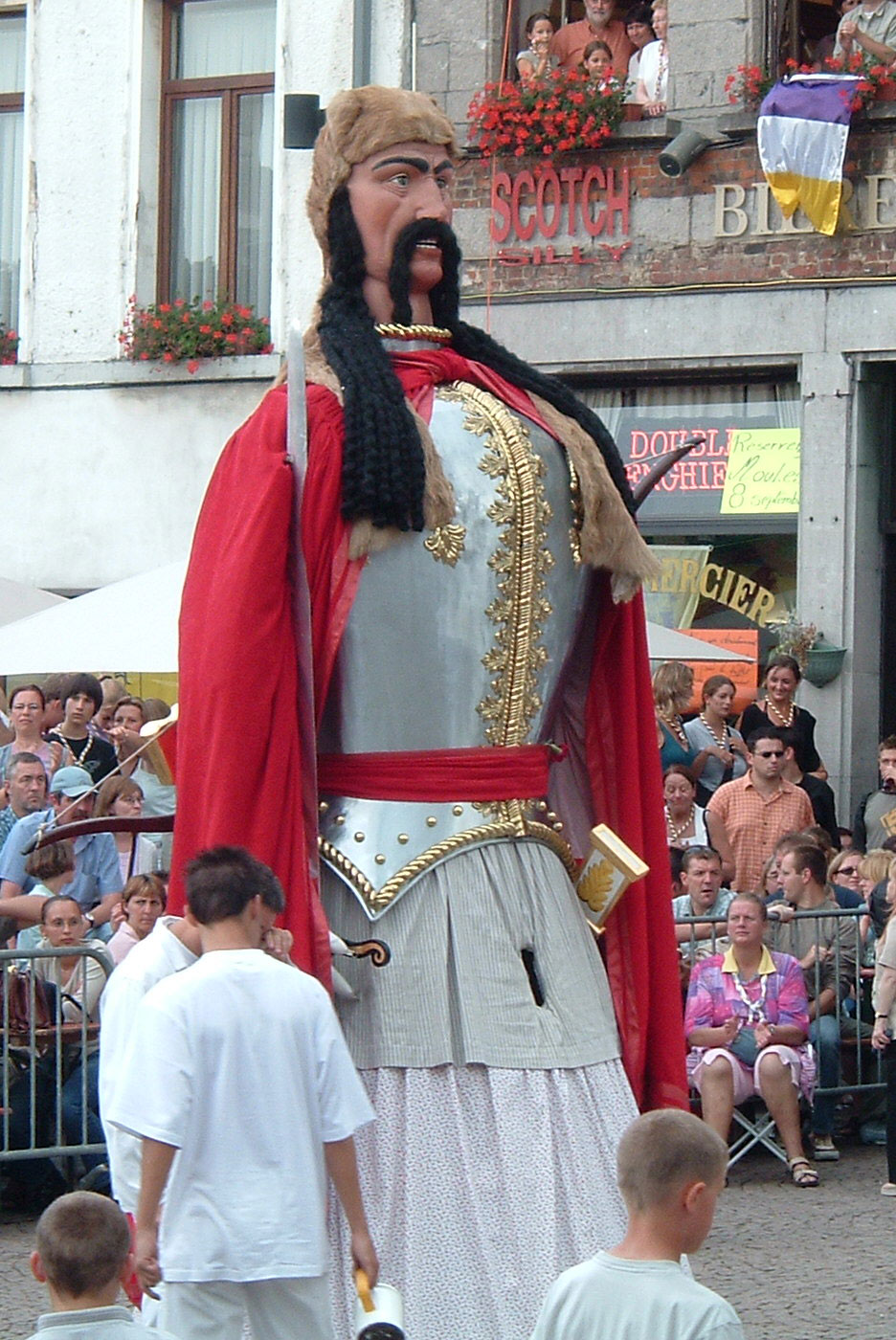
Le géant Ambiorix à la ducasse d'Ath

La Belgique compte près de 1500 géants sur son sol. Leur apparition remonte au XVe siècle ; Goliath de Nivelles, dont il est fait mention dès 1457 est le plus ancien géant belge connu.
Les Belges ont également le plus grand géant porté du monde, Jan Turpijn de Nieuwpoort mesurant 10m40 pour 750 kg et 24 porteurs.
Les fêtes suivantes font partie des manifestations classées par l'UNESCO en 2005 :
- Ducasse d'Ath (retirée en 2022),
- Ducasse de Mons,
- Meyboom de Bruxelles,
- Ommegang de Termonde,
- Ommegang de Malines.

## France

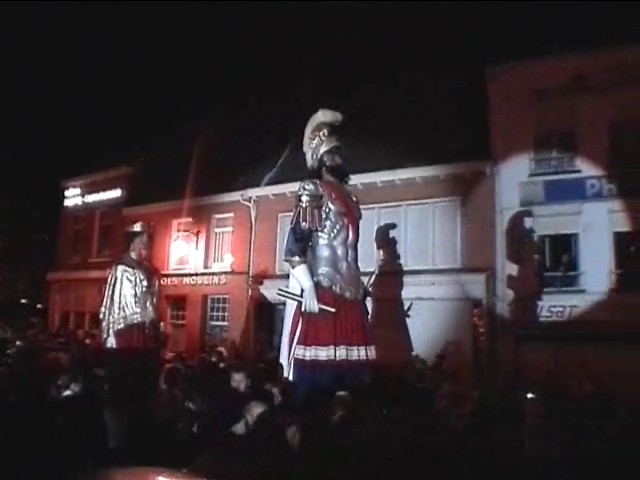
Reuze Papa et Reuze Maman de Cassel.

Le géant fait partie des symboles du Nord-Pas-de-Calais. Il est l'objet de pratiques culturelles ancestrales toujours vivaces. Présent lors des fêtes et des événements régionaux marquants, il représente la communauté des gens du Nord.
La région compte actuellement plus de 450 géants, répartis sur l'ensemble du territoire. Il y existe néanmoins des zones plus dynamiques.
La partie flamande de la région est une terre de géants. Chaque ville en possède un ou plusieurs. Les plus connus sont Reuze de Dunkerque, Reuze Papa et Reuze Maman de Cassel, Tisje Tasje d'Hazebrouck, Jean de Bûcheron et la Belle Hélène à Steenvoorde, Totor de Steenwerck…
- Cassel : Reuze Papa[2] et Reuze Maman[3].
- Douai : Gayant, Marie Cagenon, Fillon, Jacquot, Binbin.

Dans le Languedoc, le poulain de Pézenas et, en Provence, la tarasque de Tarascon.
- Pézenas : le Poulain
- Tarascon : la Tarasque